# Ioan Bălan
Ioan Bălan (n. 11 februarie 1880, Teiuș, comitatul Alba de Jos, Austro-Ungaria – d. 4 august 1959, București) a fost episcop greco-catolic de Lugoj, deținut politic.
A fost beatificat de Papa Francisc în anul 2019.

## Biografie
Ioan Bălan s-a născut la 11 februarie 1880, la Teiuș, pe atunci în comitatul Alba de Jos, din părinții Ștefan Bălan și Ana, născută Muntean. A urmat Liceul „Sfântul Vasile cel Mare” din Blaj, iar apoi studiile teologice superioare la Budapesta și Viena.
A fost hirotonit preot în anul 1903. A activat ca paroh al Bisericii Sf. Vasile din str. Polonă și protopop al românilor greco-catolici din București. La data de 27 august 1916, în ziua intrării Regatului Român în Primul Război Mondial, protopopul Ioan Bălan a fost arestat de autoritățile române sub acuzația de a fi spion austro-ungar. De față la arestarea sa, care a avut loc la reședința episcopală din strada Esculap (în prezent str. Pictor C. Stahi, nr. 5-7), a fost arhiepiscopul Netzhammer, care a relatat situația în memoriile sale. Referatul întocmit în urma analizei probelor ridicate cu ocazia percheziției arată că a fost găsită „o carte poștală dela [sic] consulatul austro-ungar, prin care el este invitat să se prezinte la acest consulat; nu se spune cauza pentru care e chemat. Celelalte scrisori nu conțin nimic ce ar interesa Siguranța Statului.” În pofida protestului unor intelectuali adresat primului ministru, protopopul Ioan Bălan a fost trimis în lagăr la Huși. În data de 3 septembrie 1916 Regele Ferdinand i-a transmis Arhiepiscopului Netzhammer nedumerirea sa față de arestarea lui Ioan Bălan, iar arhiepiscopul a răspuns cu părerea că Ioan Bălan era victima intrigilor preotului Vasile Lucaciu, presupunere împărtășită și de rege.

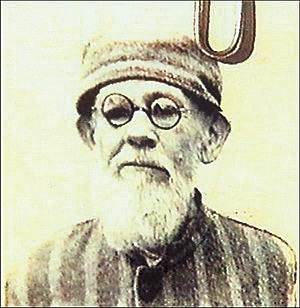
Fotografia din dosarul de la Securitate a episcopului Ioan Bălan

În anul 1936 a fost ales episcop al Eparhiei de Lugoj. Consacrarea sa episcopală a avut loc la 18 octombrie 1936 în Catedrala din Blaj.

## Anii de persecuție sub regimul comunist
În 29 octombrie 1948, în contextul interzicerii Bisericii Române Unite cu Roma, a fost arestat de autoritățile comuniste. În ciuda vârstei înaintate a fost închis la vila patriarhală de la Dragoslavele, apoi la Mănăstirea Căldărușani, iar din 1950, după refuzurile consecvente de a accepta trecerea la Biserica Ortodoxă Română, a fost închis la penitenciarul din Sighet. Acolo a fost supus unor munci istovitoare. În 1955 a fost internat cu domiciliu obligatoriu la Mănăstirea Curtea de Argeș, ulterior a fost transferat la mănăstirea Ciorogârla. Înainte de a muri a fost transferat la un spital din București, unde s-a stins din viață în anul 1959.

## Beatificarea
În data de 19 martie 2019 papa Francisc a autorizat Congregația pentru Cauzele Sfinților să promulge decretul de recunoaștere a martiriului episcopilor greco-catolici români Valeriu Traian Frențiu, Vasile Aftenie, Ioan Suciu, Tit Liviu Chinezu, Ioan Bălan, Alexandru Rusu și Iuliu Hossu, „uciși din ură față de credință în diverse locuri din România între 1950 și 1970”, deschizându-se calea pentru beatificarea acestora.
Papa Francisc, în vizita sa din România, a oficiat slujba beatificării sale, alături de ceilalți șase episcopi greco-catolici martiri, în data de 2 iunie 2019, pe Câmpia Libertății din Blaj.

## Scrieri
- Limba cărților bisericești. Studiu istoric și liturgic, Blaj, 1914.